# Richiș, Sibiu
Richiș (mai demult Richișul, Richișdorf, Râchișdorf, Rechișdorf, Răchișdorf; în dialectul săsesc Rechesdref, Reχestref, în germană Reichesdorf, Reichersdorf, în maghiară Riomfalva), este un sat în comuna Biertan din județul Sibiu, Transilvania, România.
Se află în partea de nord a județului, în Podișul Târnavelor. Prima atestare documentară este din anul 1283, cu denumirea villa Rihini. Satul Richiș este, totodată, cel mai multinațional/cosmopolit sat din România și din lume după ce a atras mai multe familii din mai multe țări în istoria recentă a acestuia precum S.U.A., Olanda, Germania, Austria, Lituania, Regatul Unit al Marii Britanii și al Irlandei de Nord și Elveția.

## Localizare

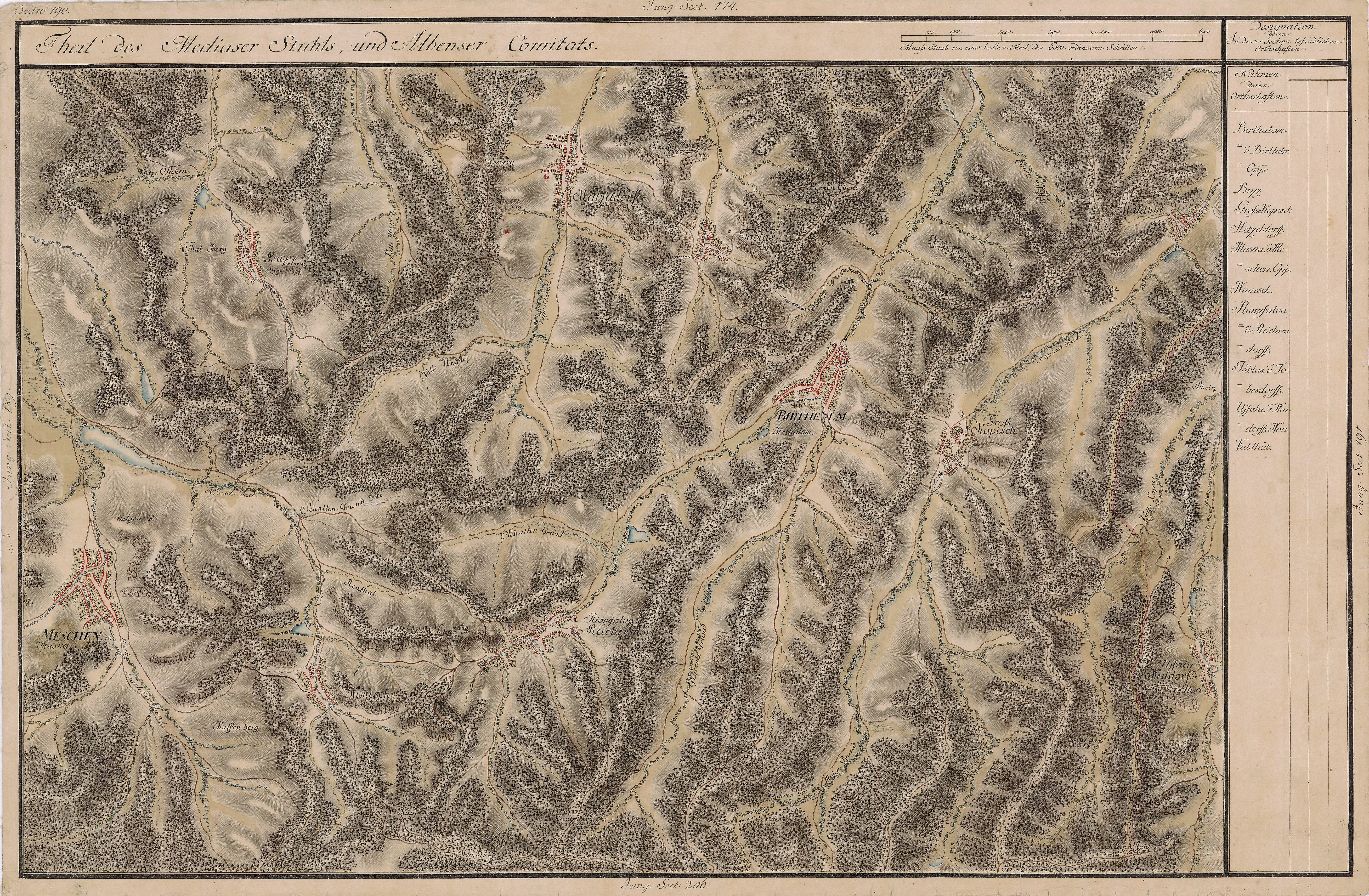
Richiş în Harta Iozefină a Transilvaniei, 1769-1773

Se poate ajunge din Sibiu, pe două rute: 
- pe drumul spre Agnita, la Bârghiș la stânga, prin Pelișor, la 1 km indicator spre Biertan, 3 km drum de pământ cu multe curbe, apoi 2 km macadam (cca 70 km).
- spre Mediaș, șosea națională spre Sighișoara, la Saroș pe Târnave la dreapta, prin Biertan la Richiș (cca 90 km).

## Demografie
Pe lângă români și câteva familii de sași, la Richiș trăiesc zeci de germani, francezi, olandezi, italieni, elvețieni, lituanieni și americani.

## Biserica evanghelică luterană fortificată săsească de la Richiș
La Richiș există o foarte interesantă basilică gotică veche de peste 500 de ani. Denumirea săsească a satului este Reichesdorf.
Intrarea se face pe sub un turn-poartă-clopotniță. Zidurile vechii cetăți însă nu mai sunt în picioare în întregime.
Biserica se remarcă prin numeroase elemente sculptate. Pe întreg interiorul acestui monument sunt răspândite o serie de figuri grotești ce dau lăcașului un aer misterios.
Altarul este decorat în stil baroc și are în prim-plan scena răstignirii. Este construit la 1775 de un artist sighișorean, Johann Folbarth. Deasupra lui suntem supravegheați de un înalt prelat ce ține în mână două cruci și ne scrutează cu o privire severă.
În stânga se află frumoasa ușa a sacristiei, sculptată în lemn și ogiva în care este încorporată. Aceasta pare a fi sora cu ușa scristiei din Biertan, pe ea apare anul 1516 și are ea un complex mecanism de închidere. În vârful ogivei există o floare sculptată în piatră.
Amvonul din lemn este o altă capodoperă. Pe coroana sa este înfățișată figura blândă a unui pastor ce ține în mâna un mieluț.
Pe tavan, la intersecția arcadelor se află tot soiul de figuri. De asemenea, arcele ce pleacă de pe laterale au la bază figuri contorsionate ce par a suporta cu greu povara de a ține tavanul bisericii.
La balconul din spate a fost instalată orga. Lângă aceasta, este o figură ce reprezintă un personaj al mitologiei celte/celtice, mai precis Grunneman, ce își are durerea întipărită în piatră. Orga datează din anul 1788 și este realizată de către un vestit constructor de orgi de la acea vreme, Johann Prause.
Turnul de poartă aflat în vestul bisericii, folosit astăzi drept turn clopotniță, mai păstrează urmele hersei și guri de tragere la primele patru etaje. Se spune că în acest turn a existat odată și un ceas.

## Galerie imagini

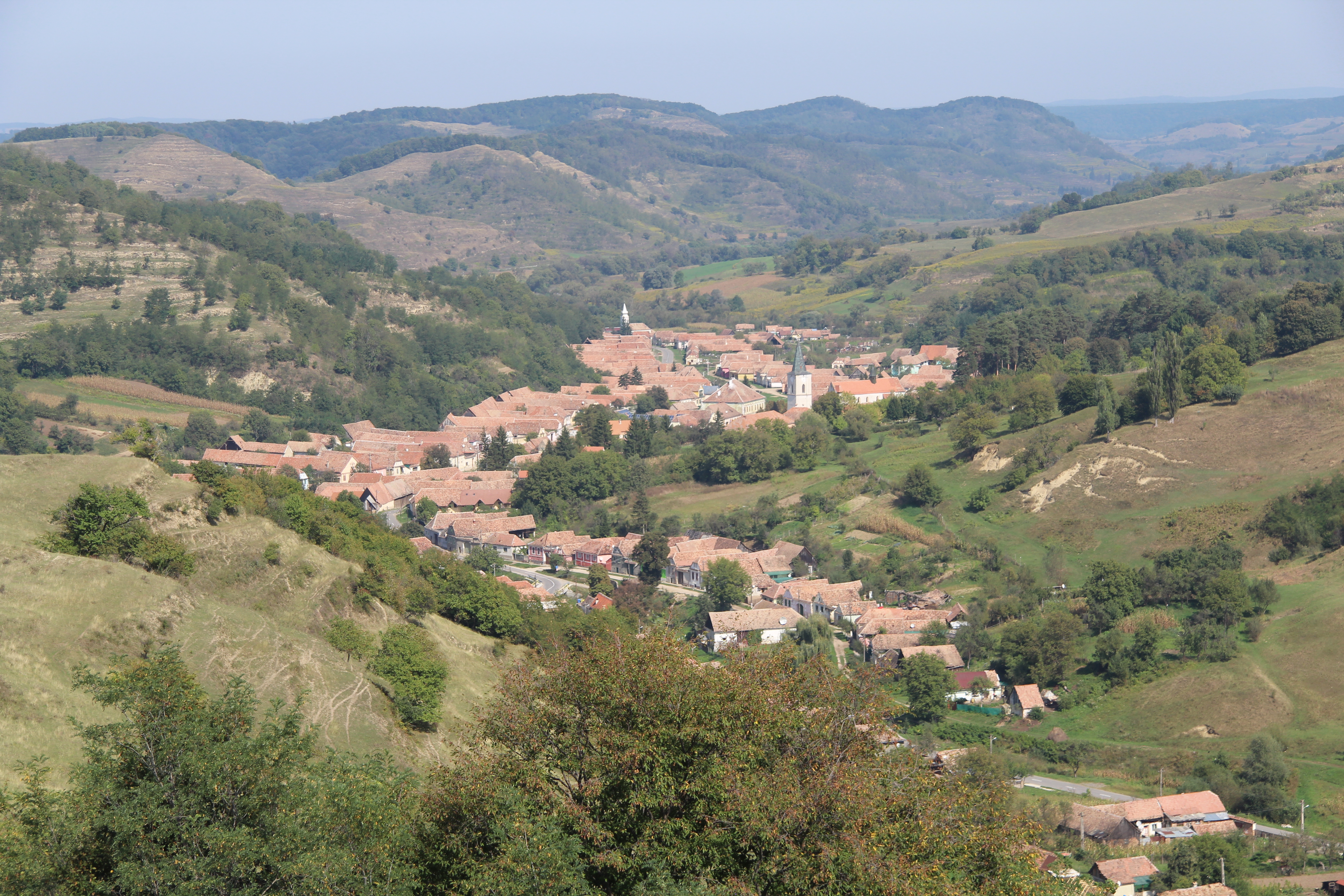
Vedere de ansamblu asupra satului Richiș
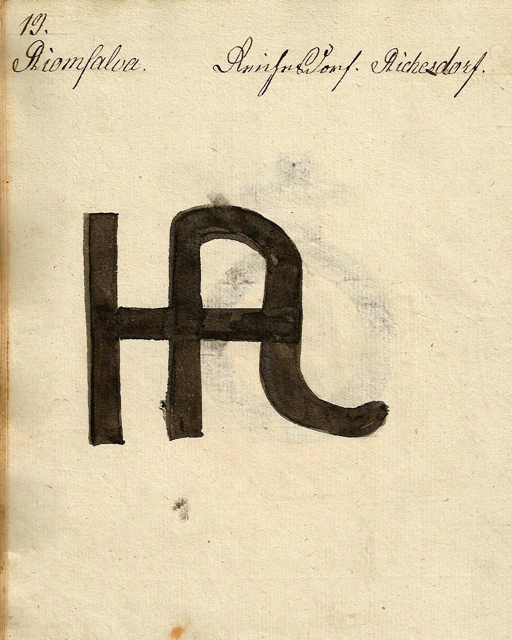
1826 - Danga pentru vitele din Richiș
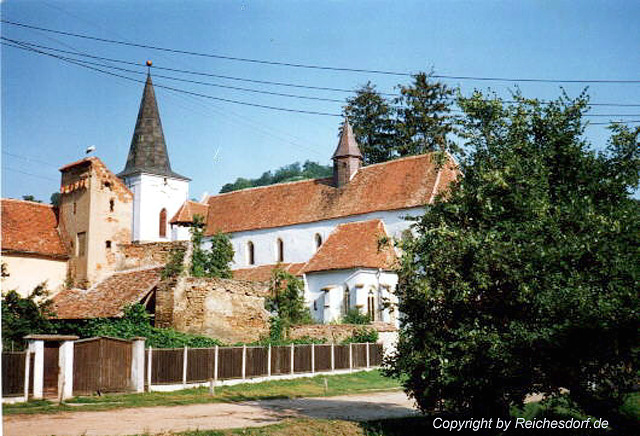
Biserica evanghelică-luterană săsească din Richiș
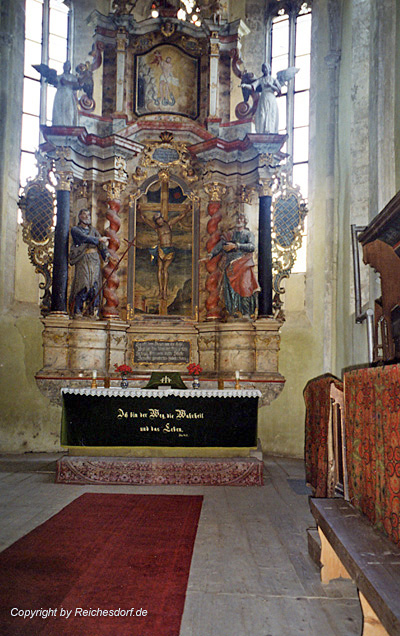
Altarul rococo al bisericii evanghelice-luterane săsească din Richiș
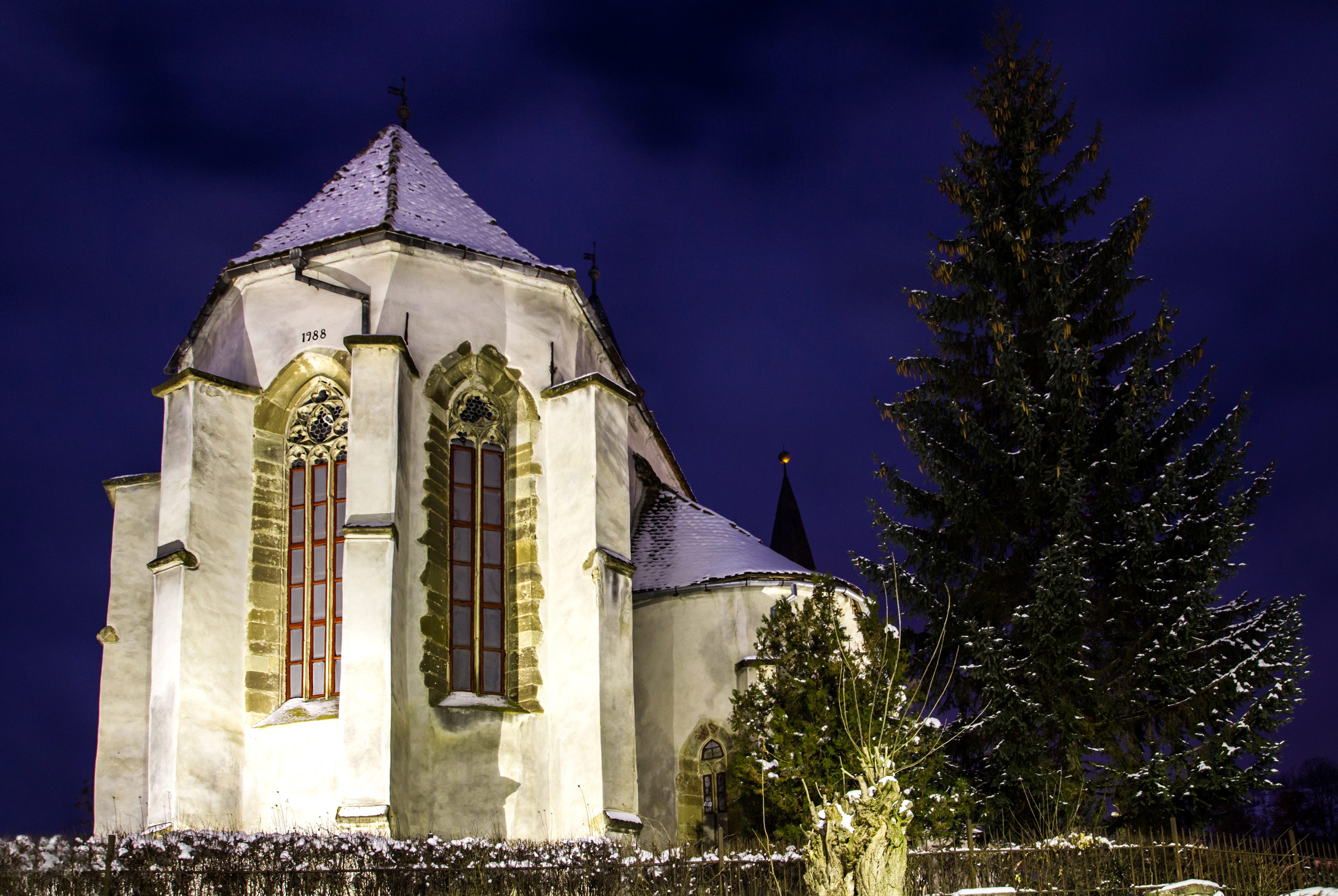
Biserica evanghelică fortificată săsească din Richiș văzută noaptea
Planul bisericii evanghelice luterane fortificate săsești din Richiș
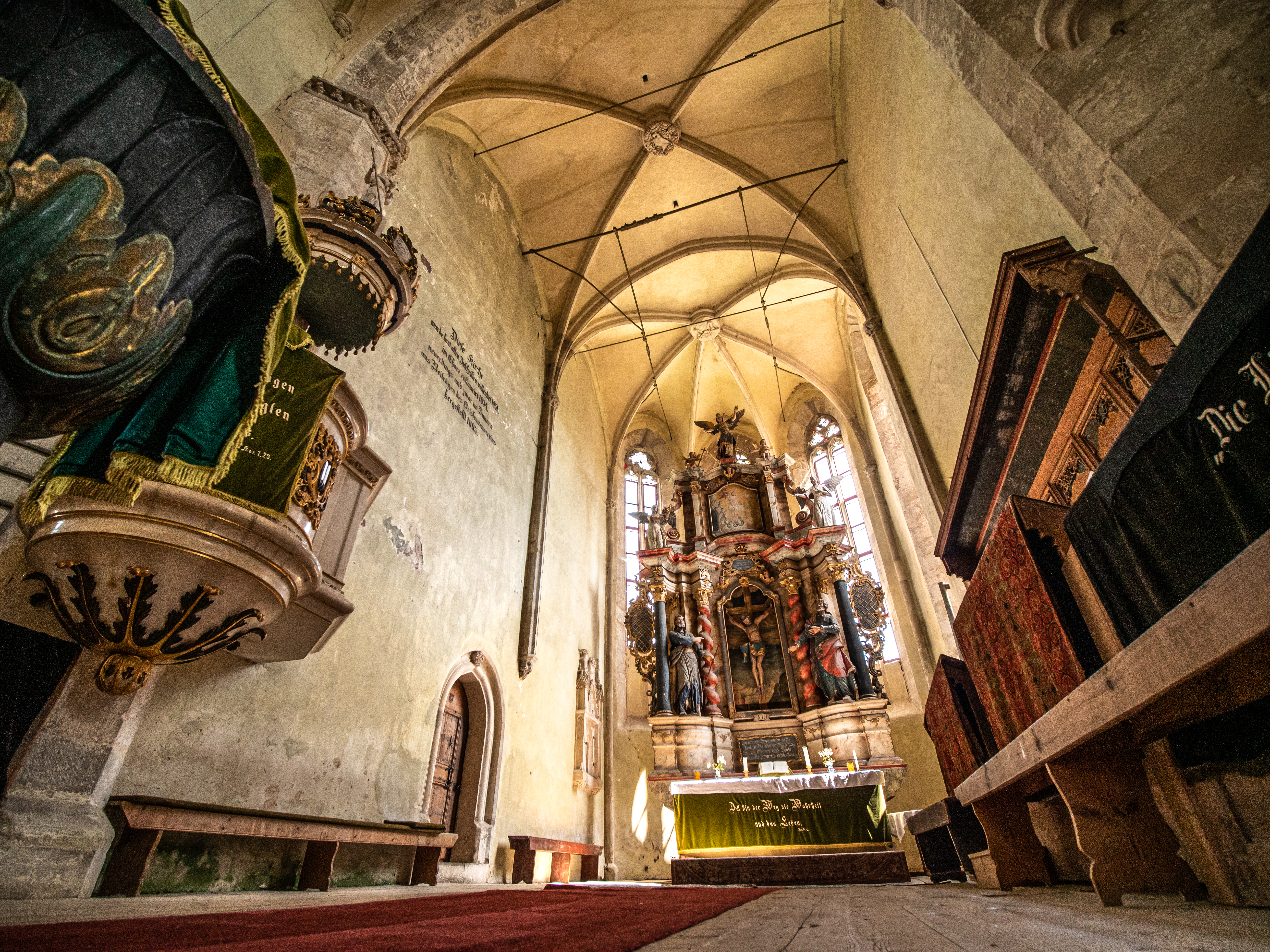
Interiorul bisericii evanghelice luterane fortificate săsești din Richiș
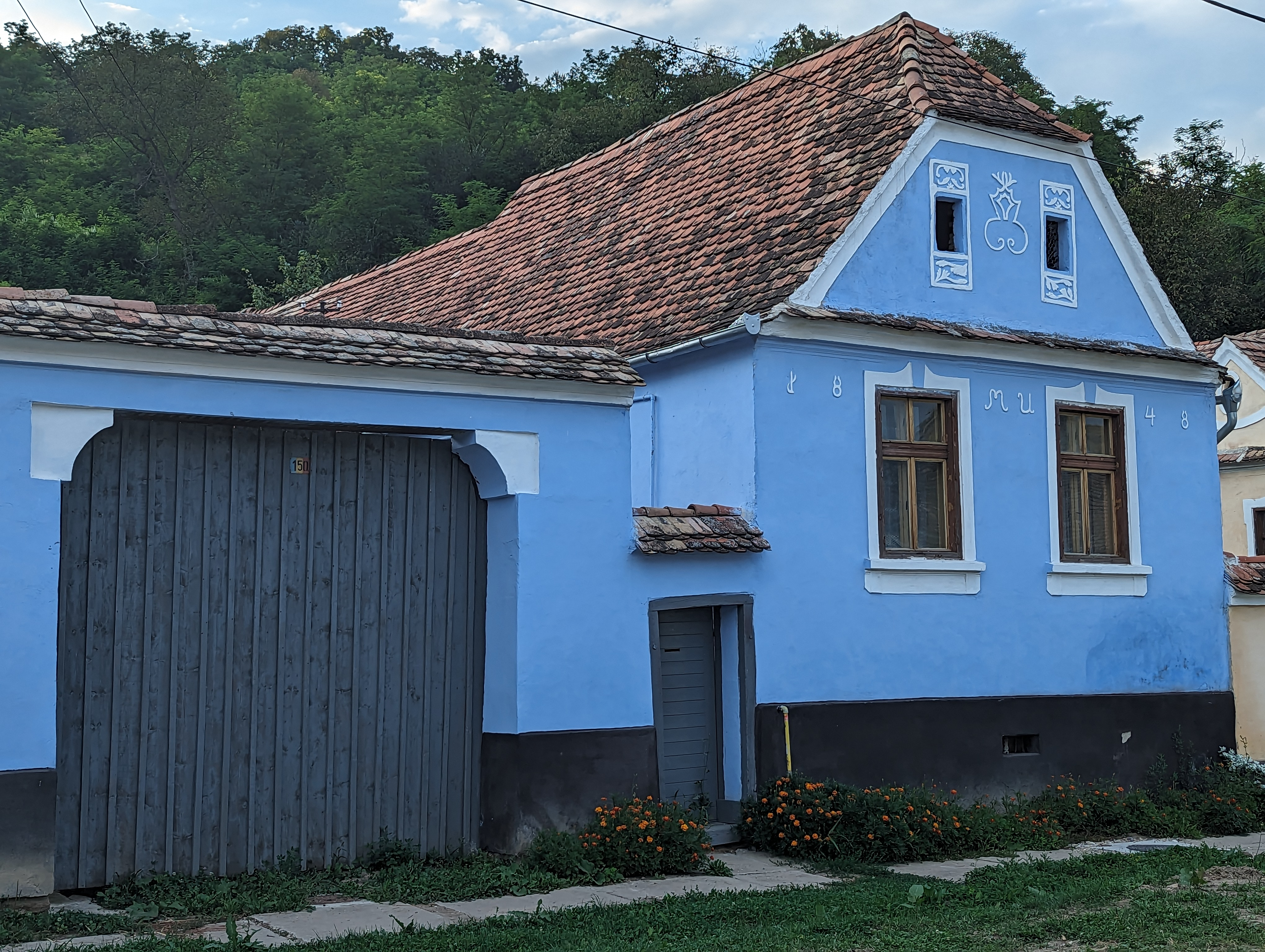
Casă tradițională din Richiș
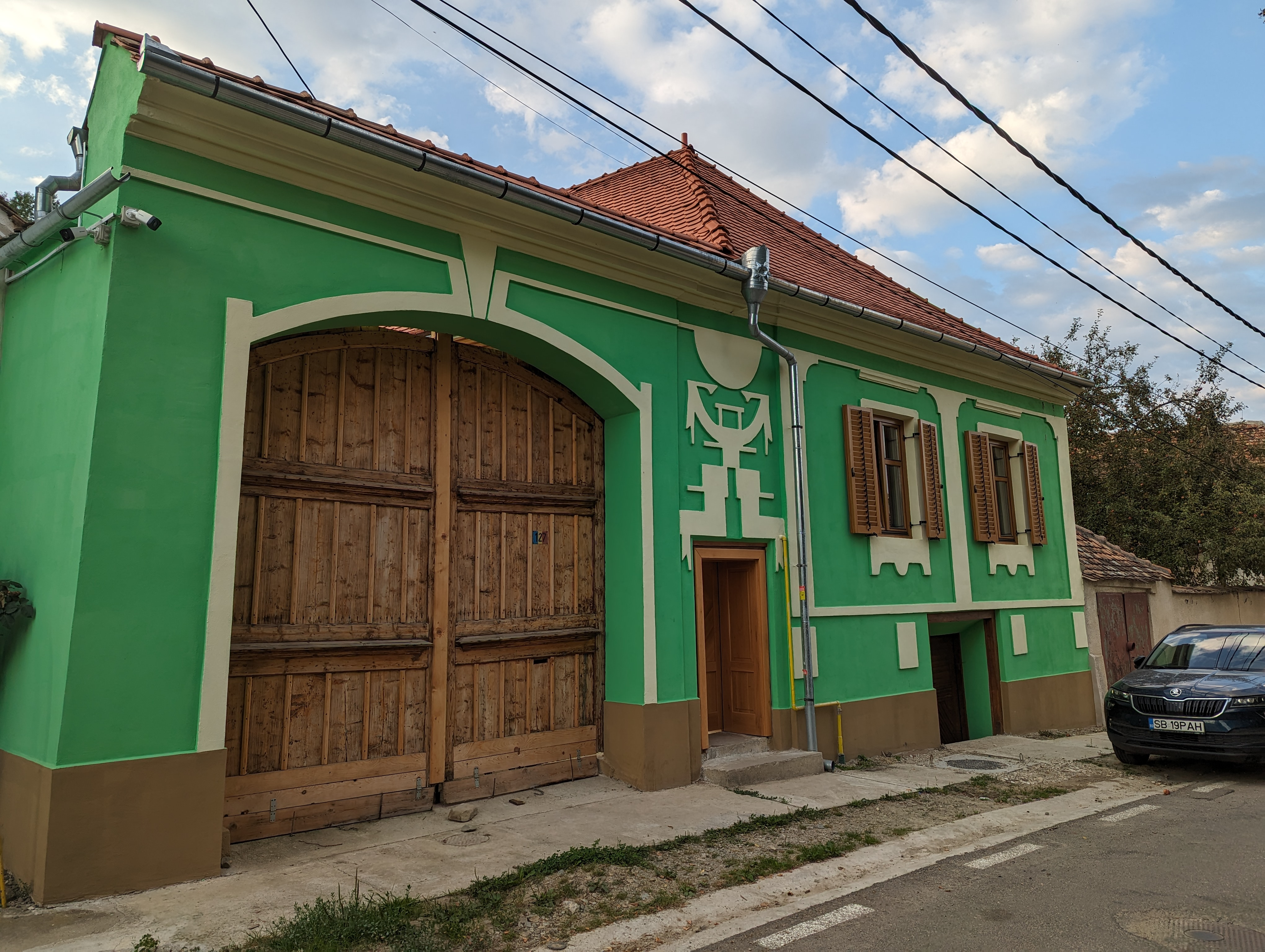
Casă tradițională din Richiș
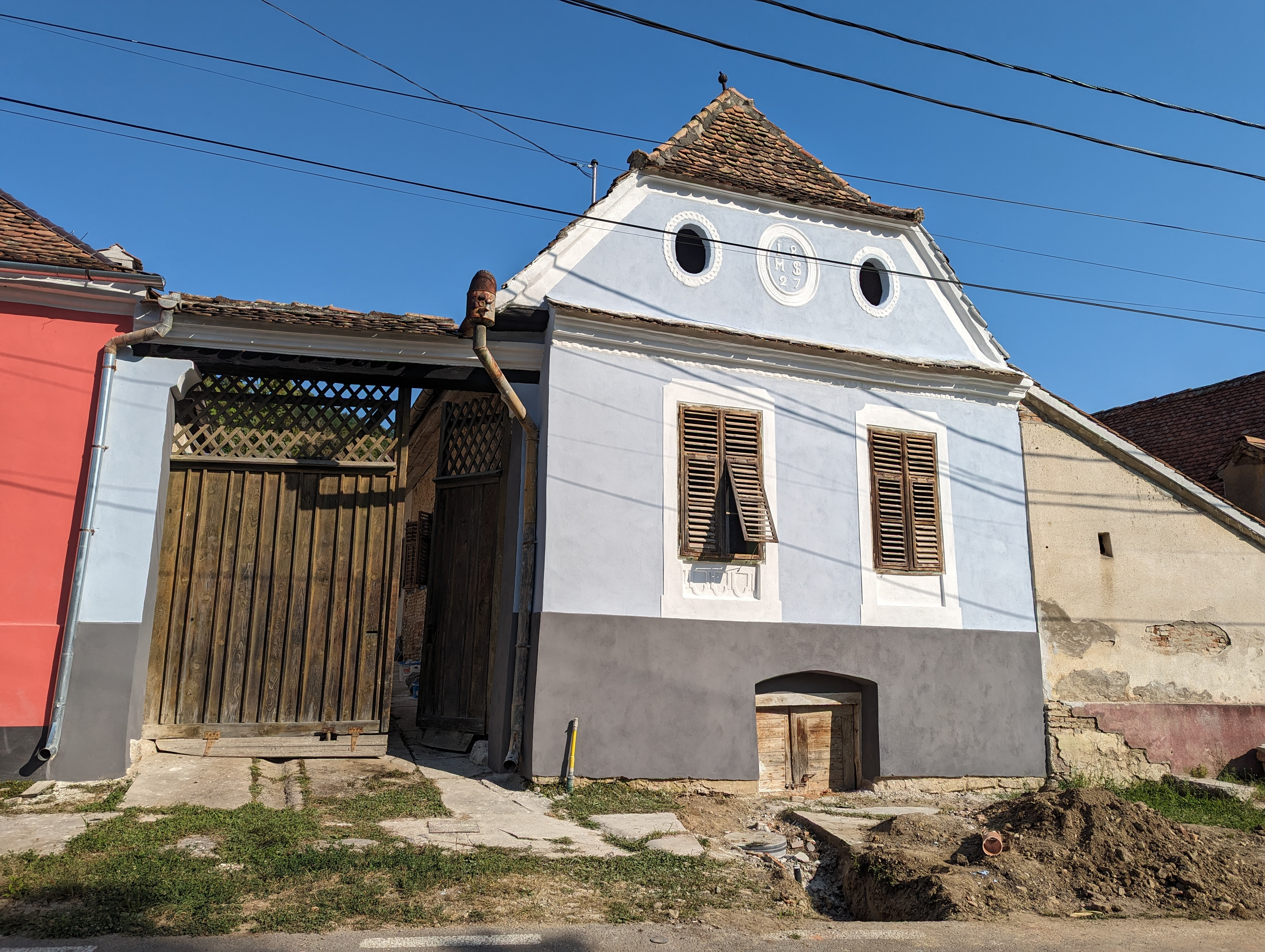
Casă tradițională din Richiș

## Personalități
- Johann Schaas, erudit sas în istoria locală a satului[9][10]